# Astrosphäre

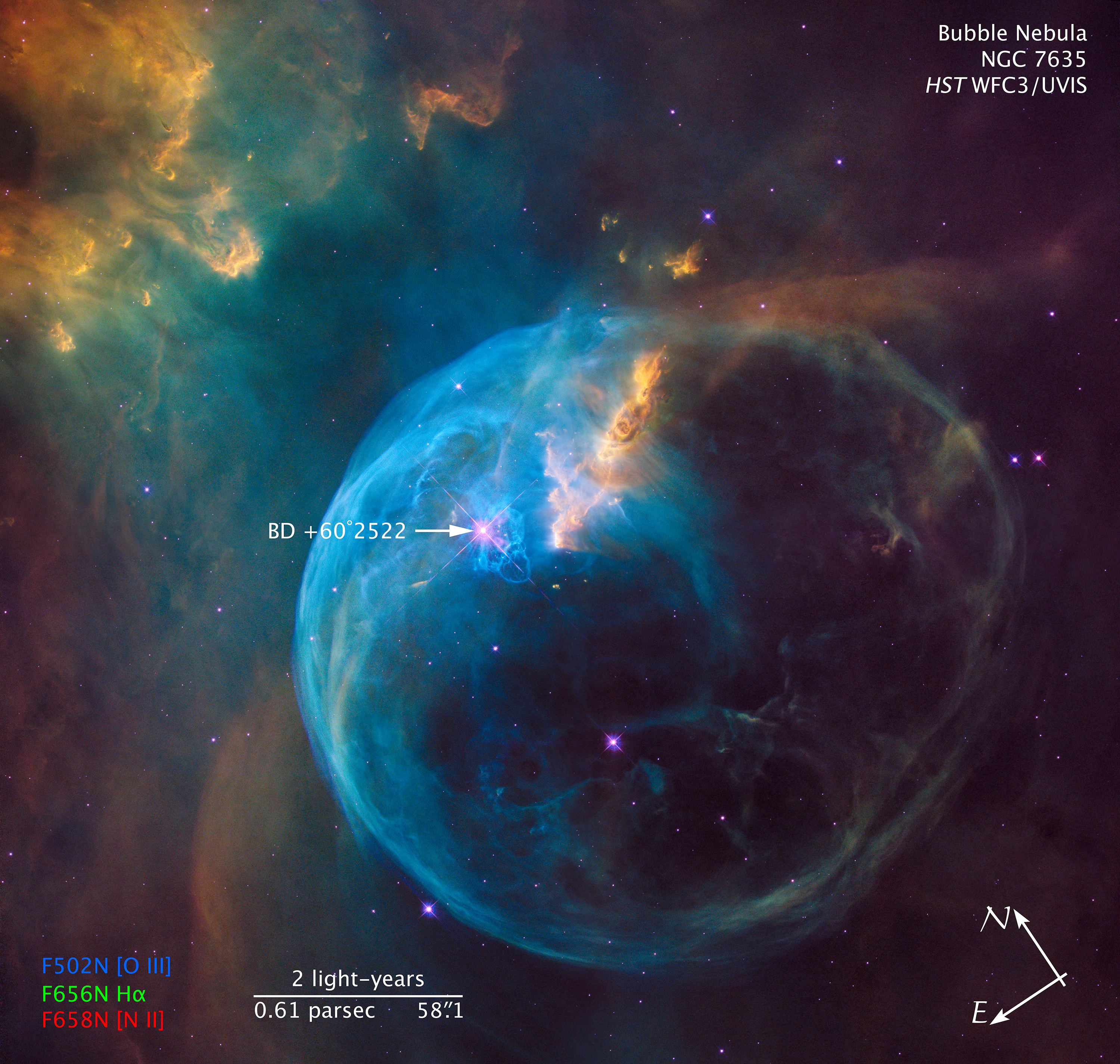
Der „Blasennebel“ NGC 7635 ist ein Beispiel für die stellar wind bubble eines Sterns der Spektralklasse O. Der massereiche Stern (BD+60 2522) hat mit seinem starken Sternwind die interstellare Materie aus seiner Umgebung verdrängt und bringt sie als Emissionsnebel zum Leuchten. Der Stern befindet sich nicht im Zentrum, sondern auf diesem Bild oben links innerhalb der Blase. Die Struktur hat einen Durchmesser von etwa 7 Lichtjahren.

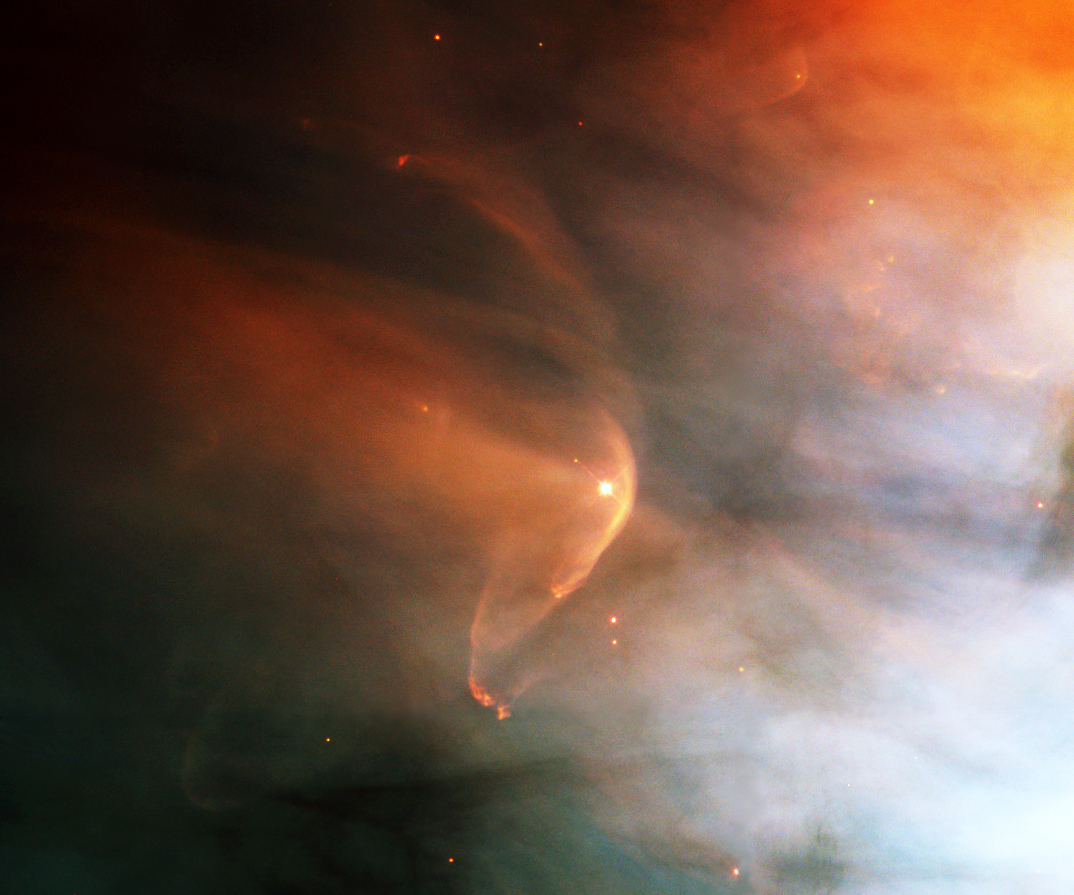
An der Astropause des Sterns LL Orionis zeigt eine Bugstoßwelle die Kollision seiner Astrosphäre mit der vergleichsweise dichten interstellaren Materie des Orionnebels an.

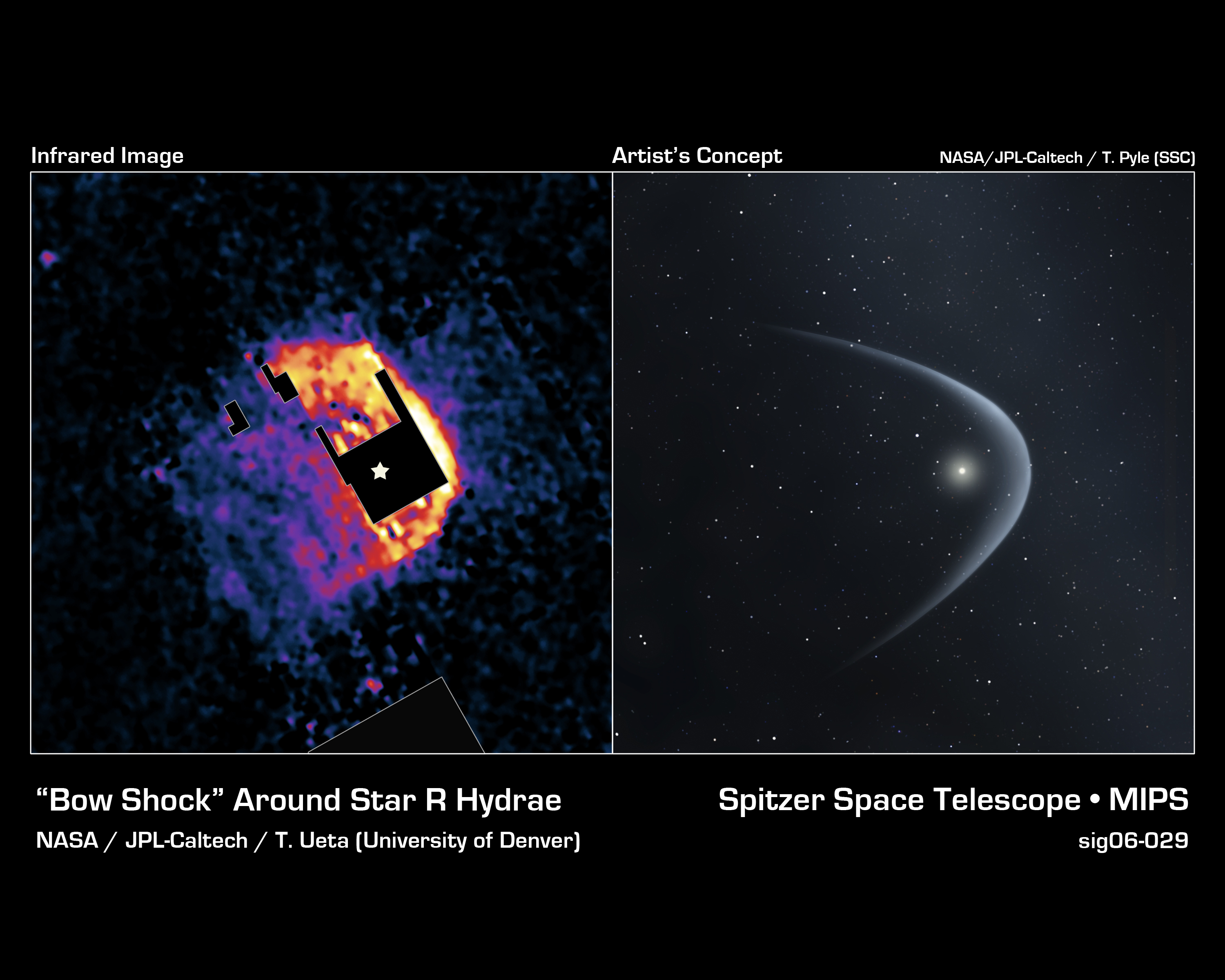
Bild und Illustration der Bugstoßwelle des Sterns R Hydrae, der nur im Infrarot sichtbar ist

Eine Astrosphäre (von altgriechisch ἄστρον astron „Stern“ und σφαῖρα sphaira „Kugel“) ist eine blasenförmige Struktur im Weltraum um einen Stern, die von seinem Sternwind geschaffen und erfüllt ist.
Die Größe einer Astrosphäre hängt stark von der Art des Sterns ab und kann auch sehr veränderlich sein. Die Astrosphäre der Sonne, die Heliosphäre genannt wird, hat derzeit eine Ausdehnung von etwa 120 Astronomischen Einheiten (AU). Ihre Grenze liegt damit weit außerhalb der bekannten Planetenbahnen (Neptuns Orbit ist etwa 30 AU von der Sonne entfernt). Die Astrosphären massereicher Sterne der Spektralklassen O und B, deren Sternwind Geschwindigkeiten im Bereich mehrerer Tausend km/s hat, sind mehrere Lichtjahre groß und werden stellar wind bubbles genannt (englisch für „Sternwind-Blasen“).

## Ursache
Auch wenn im Weltraum sehr geringe Teilchendichten herrschen, so haben diese Raumgebiete dennoch einen Gasdruck. Der Druck eines Sternwinds ist in der Nähe des Sterns stärker als das interstellare Medium und kann dieses ohne Schwierigkeiten verdrängen. Mit zunehmender Entfernung vom Stern bleibt die Geschwindigkeit des Sternwinds ungefähr konstant, aber seine Dichte und damit sein Druck verringert sich. An der Grenze einer gewissen Hüllfläche herrscht ein Gleichgewicht der Kräfte zwischen dem Sternwind und dem interstellaren Medium. Das Raumvolumen bis zu dieser Grenze ist die Astrosphäre bzw. die stellar-wind bubble.
Sternwinde und interstellare Medien sind Plasmen mit hohen Anteilen elektrisch geladener Komponenten. Daher werden sie in ihrem Strömungsverhalten von Magnetfeldern beeinflusst und beeinflussen auch ihrerseits Magnetfelder. Mit dem Sternwind wird auch das Magnetfeld des Sterns weit in den Raum hinausgetragen und interagiert an der Grenze der Astrosphäre mit äußeren, z. B. galaktischen, Magnetfeldern.

## Bedeutung
Die Astrosphäre hat durch ihre Verdrängung und Ablenkung des interstellaren Mediums eine schützende Wirkung für ein zum Stern gehörendes Planetensystem. Ionisierte (d. h. geladene) Partikel des interstellaren Mediums werden fast vollständig um die Astrosphäre herum abgelenkt. Lediglich Partikel, die neutral (nicht ionisiert) und hochenergetisch sind, können von außen tief in die Astrosphäre eindringen. Dies geschieht etwa, wenn Wasserstoff-Ionen des interstellaren Mediums ein Elektron einfangen. Auch interstellarer Staub kann eine Astrosphäre durchdringen.
Astrosphären sind keinesfalls starr und unveränderlich, sondern sie sind sowohl vom variablen Sternwind als auch vom variablen umgebenden Medium abhängig. Im Fall des Sonnensystems haben die vergleichsweise kurzfristigen Schwankungen des Sonnenwinds, wie die im etwa 11-jährlichen Sonnenfleckenzyklus, nur einen relativ geringen Einfluss auf die Heliosphäre. Hingegen können, wie physikalische Modelle zeigen, Änderungen etwa in der Dichte des interstellaren Mediums, durch das sich die Sonne bei ihrer Umkreisung des Zentrums der Milchstraße bewegt, über erdgeschichtliche Zeiträume einen sehr großen Einfluss auf Form und Größe der Heliosphäre ausüben. Seit etwa 100.000 Jahren bewegt sich die Sonne durch das interstellare Medium der Lokalen Flocke, eine dichtere Region innerhalb einer größeren, weniger dichten Region. Innerhalb von erdgeschichtlichen Zeiträumen kommt die Sonne durch stark unterschiedliche Regionen. Dadurch ergeben sich Schwankungen der kosmischen Strahlung, die möglicherweise einen Einfluss auf die Klimageschichte der Erde ausgeübt haben.

## Grenzen
Astrosphären sind von zwei begrenzenden Hüllen umgeben:
- Die innere Grenze ist die Randstoßwelle (engl. termination shock). An dieser Stoßfront werden die Partikel des Sternwindes durch die Wechselwirkung mit dem interstellaren Gas abrupt von Überschallgeschwindigkeit (supersonisch) auf Unterschallgeschwindigkeit (subsonisch) abgebremst. Hierbei verdichtet sich das Plasma und heizt sich auf Temperaturen von rund 106 Kelvin auf.
- Dieses verdichtete, langsamere Plasma mischt sich außerhalb des Termination Shocks in einer Zone, die Astrohülle (engl. Astrosheath)[6] genannt wird, mit der interstellaren Materie.
- Die äußere Grenzschicht, an der die Vermischung der Teilchen des Sternwinds mit den Teilchen der interstellaren Materie abgeschlossen ist, wird Astropause genannt.[7] Dahinter beginnt definitionsgemäß der interstellare Raum.

Die Randstoßwelle eines Sterns wie der Sonne ist ungefähr kugelförmig. Die Astrohülle wird hingegen infolge der Bewegung des Sterns zum umgebenden Medium durch den Staudruck deutlich verformt. Sie besitzt, wie man gemäß Modellen annimmt, im Allgemeinen eine elongierte, kometenähnliche Form. In der Bewegungsrichtung hat sie ein stumpfes Ende und in der Gegenrichtung einen langen Schweif. Abhängig von der Relativgeschwindigkeit des Sterns zum umgebenden interstellaren Medium werden zwei Fälle unterschieden:
- Falls die Relativgeschwindigkeit des Sterns zum umgebenden interstellaren Medium supersonisch ist, tritt in der Bewegungsrichtung eine zweite Stoßfront auf, die Bugstoßwelle (bow shock). Sie ist gewissermaßen das Pendant zur Randstoßwelle, aber von außen gesehen: hier wird das interstellare Medium abrupt komprimiert und auf subsonische Geschwindigkeit abgebremst. Bei Vorliegen einer Bugstoßwelle wird die Astrohülle in zwei Bereiche unterteilt:
  - die innere Astrohülle ist die Zone zwischen dem Termination Shock und der Astropause
  - die äußere Astrohülle ist die Zone zwischen der Astropause und der Bugstoßwelle.
- Falls die Relativgeschwindigkeit des Sterns zum umgebenden interstellaren Medium subsonisch ist, gibt es keine Bugstoßwelle und keine äußere Astrohülle, sondern nur eine (innere) Astrohülle.[9] Es kann jedoch trotzdem eine Bugwelle (bow wave) geben.[10]

Während Astrosphären an sich unsichtbar sind, können Bugstoßwellen astronomisch beobachtet werden, wenn sie eine ausreichende Teilchendichte haben. Durch die Verdichtung der interstellaren Materie erhitzt sich diese, was durch Infrarot-Teleskope nachweisbar ist. Wenn Materieströme auf einen Stern treffen, kann die Bugstoßwelle auch im sichtbaren Licht beobachtbar sein.

## Heliosphäre
Die Astrosphäre um die Sonne bezeichnet man als Heliosphäre. Analog verwendet man die Begriffe Heliopause und Heliohülle (heliosheath).  Die NASA-Sonde Voyager 1 erreichte den Termination Shock bei ca. 94 AE Entfernung von der Sonne und die Heliopause bei 121,7 AE. Voyager 2 erreichte den Termination Shock bei 84 AE und die Heliopause bei 119,0 AE. Eine Bugstoßwelle scheint es beim Sonnensystem entgegen früheren Annahmen nicht zu geben.

## Superblasen
Noch größere Blasen, die Hunderte von Lichtjahren im Durchmesser haben können, nennt man Superblasen (superbubbles). Sie entstehen nicht nur durch Sternwinde, sondern auch durch Supernovae:
In OB-Assoziationen stehen Sterne der Spektralklassen O und B so nah zusammen, dass sich ihre Sternwind-Blasen zu einer Superblase vereinigen. Größere Superblasen entstehen durch den Explosionsdruck von Supernovae: da Sterne in OB-Assoziationen kurze Lebensspannen haben, ereignen sich die meisten ihrer Supernovae innerhalb der gemeinsamen Blase. Sie bilden keine Supernovaüberreste, sondern ihre Energie wird in Schallwellen umgesetzt, die die Blase um ein Vielfaches aufblähen.
Die Sonne durchquert derzeit eine solche Superblase, die Lokale Blase.